# Olly Alexander
Oliver Alexander Thornton (Yorkshire, 15 de julio de 1990) conocido como Olly Alexander, es un actor, cantante, compositor y activista británico. 
Es el artista tras el proyecto musical Years & Years (2011-2023) y fue el representante del Reino Unido en el Festival de Eurovisión de 2024 con el sencillo "Dizzy".

## Biografía
Oliver Alexander Thornton nació el 15 de julio de 1990, en Yorkshire (Inglaterra). Su madre, Vicki Thornton, fue una de las fundadoras del Festival de Música de Coleford.

## Carrera

### Actor
Alexander comenzó su carrera en películas como Summerhill y Bright Star (2009). Ha participado en Tormented, Enter the Void (2010), de Gaspar Noé, y en Great Expectations (2012). También colaboró con el guion y la banda sonora de la película independiente The Dish & the Spoon, estrenada en 2011.

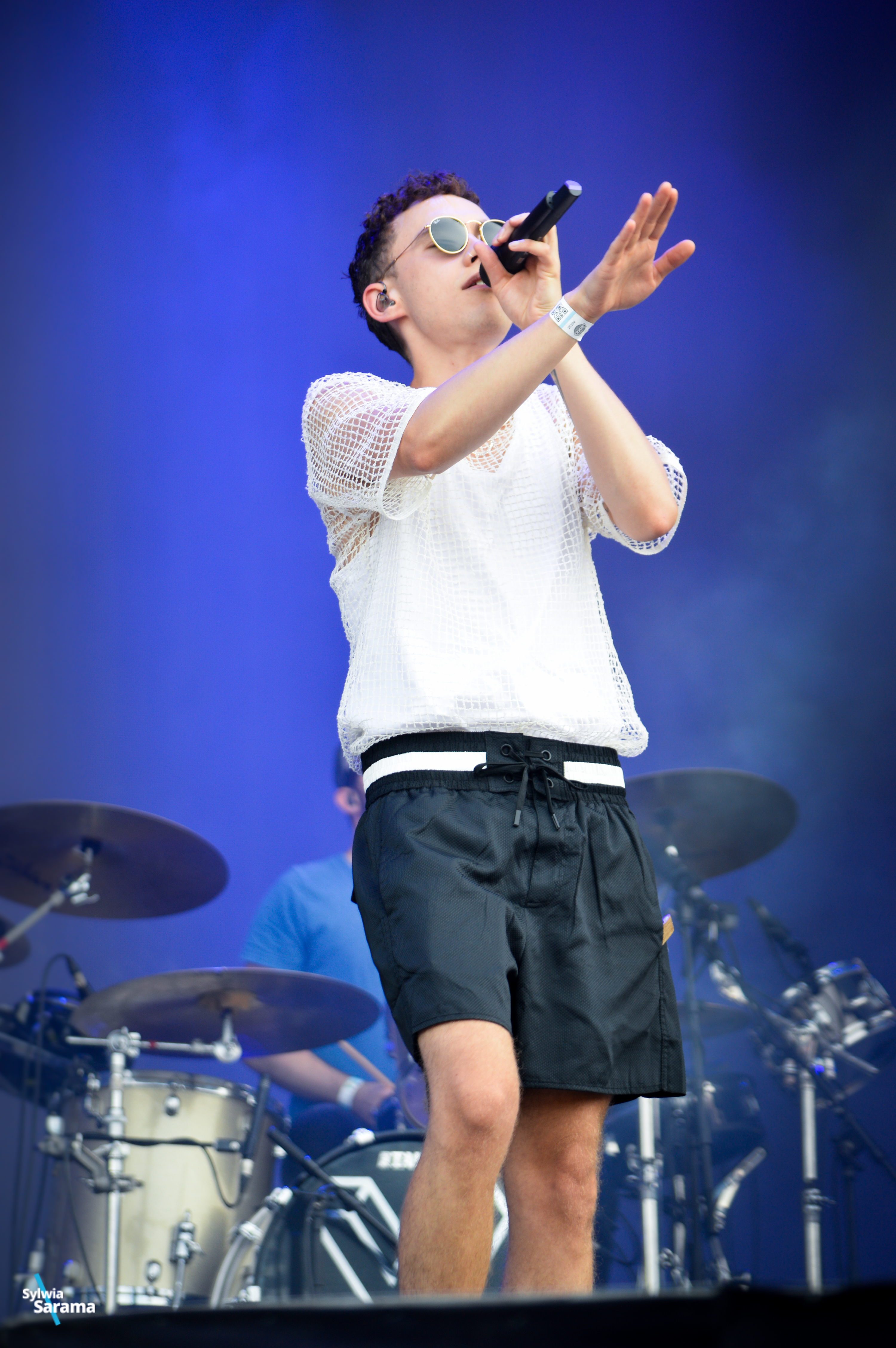
Alexander en el Sziget Festival 2016 en Budapest

En 2013 interpretó a Peter Pan en la obra Peter y Alice en el West End, junto a Ben Whishaw y Judi Dench. Ese mismo año obtuvo un papel secundario en la serie Skins, como Jakob. En 2014 interpretó a uno de los personajes principales en God Help the Girl, donde también canta y toca la guitarra. La película fue escrita y dirigida por Stuart Murdoch, cantante de Belle and Sebastian. Ese mismo año trabajó en la película The Riot Club.
Desde 2014 interpreta al vampiro Fenton en la serie Penny Dreadful. En 2021, protagonizó la miniserie de HBO Max y Channel 4, It's a Sin, donde interpretó a Ritchie Tozer.

### Músico
En 2010, Alexander se unió a la banda Years & Years como vocalista principal, después de que el guitarrista Mikey Goldsworthy lo oyera cantar en la ducha y notara que tenía "una buena voz". El primer sencillo, «Traps», fue publicado en septiembre de 2013. La banda lanzó su segundo sencillo, «Real», en iTunes, en febrero de 2014. El video contó con la participación de Ben Whishaw y de Nathan Stewart-Jarrett.  El sencillo «King», ocupó el puesto número uno en marzo de 2015. En 2024 representó a Reino Unido en el festival de Eurovisión 2024 en Malmö, Suecia.

## Activismo
A través de varias entrevistas y campañas benéficas, Alexander ha promovido el sexo más seguro y la detección del VIH/Sida, y ha apoyado iniciativas contra el acoso a las personas LGBT. También ha hablado abiertamente sobre sus propias luchas contra la depresión, las autolesiones, los trastornos alimentarios y la ansiedad desde los 13 años en adelante.
Alexander, es abiertamente gay y en 2017 presentó un documental del canal BBC Three que investiga el vínculo entre ser gay y el desarrollo de trastornos de salud mental. En él, habló sobre su bulimia. En 2018, Alexander formó parte del intento de Sport Relief de crear conciencia sobre la salud mental junto con otras celebridades como Nadiya Hussain y Stephen Fry.

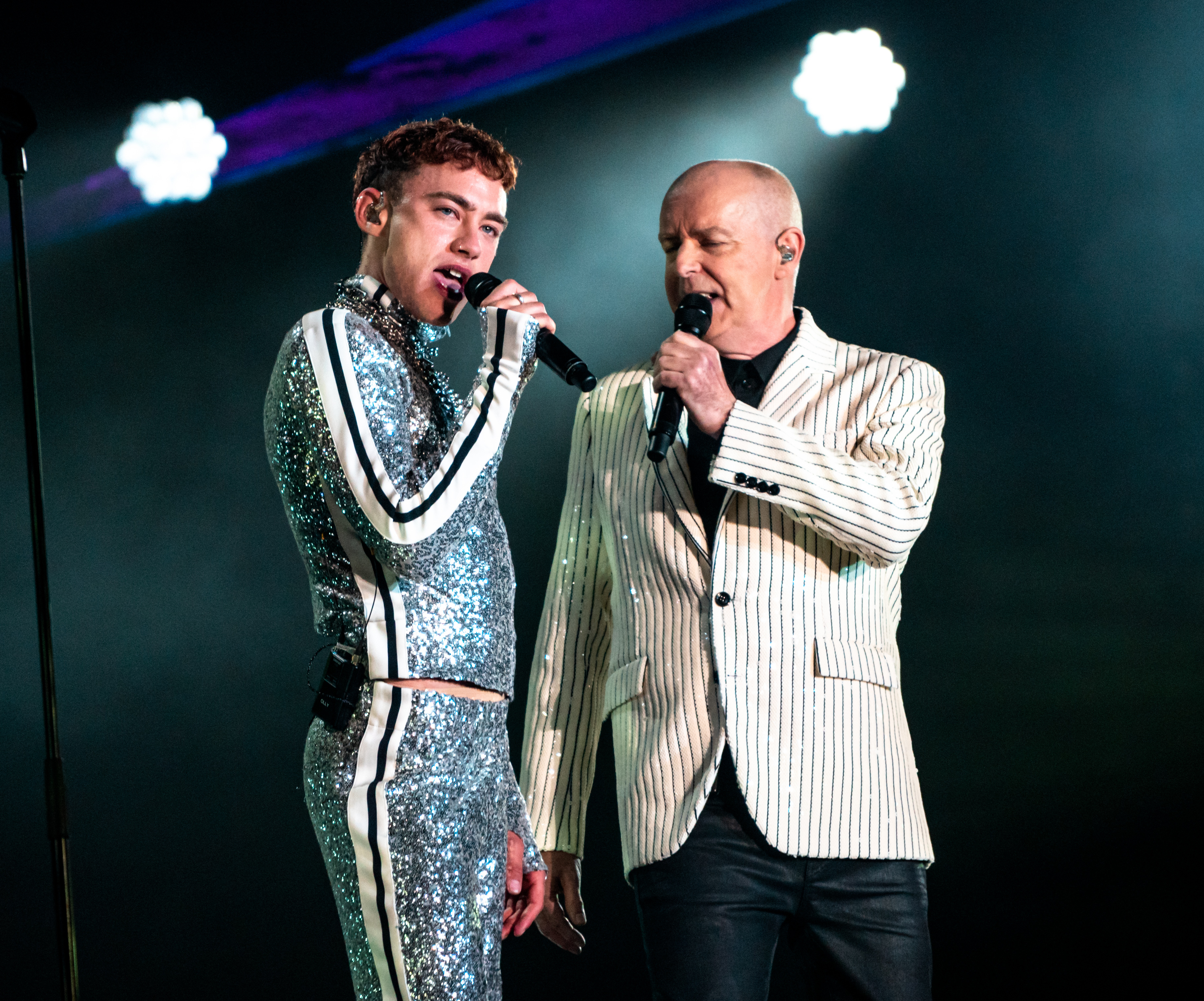
Alexander actuando con Neil Tennant de Pet Shop Boys en 2019

En septiembre de 2018, Alexander ganó el premio GQ al "Acto en vivo del año". El premio le fue entregado por Héloïse Letissier, y en su discurso de aceptación, Alexander abogó por la comunidad LGBT y el Mes de Concientización sobre la Salud Mental, particularmente en lo que respecta a los hombres. Ese mismo mes, Alexander participó en una campaña publicitaria "La bandera de la que no deberíamos estar orgullosos" para el Día Mundial para la Prevención del Suicidio, sosteniendo la bandera del arco iris con dos colores arrancados de ella, a lo que dijo: "Esta es la bandera que no deberíamos estar orgullosos de ella puesto que representa a dos de cada seis personas LGBTQ que corremos el riesgo de perder por suicidio."
En la protesta por la actual guerra entre Israel y Hamás, Alexander firmó una carta de la asociación LGBT Voices4London, que acusaba a Israel de cometer apartheid y genocidio contra los palestinos. Ellos mismos pidieron a la BBC que no permitiera actuar a Israel en el Festival de la Canción de Eurovisión de 2024.

## Discografía
Álbumes recopilatorios
- Odyssey (2024)[21]

Álbumes con Years & Years
- Communion (2015)
- Palo Santo (2018)
- Night Call (2022)

### Álbumes de estudio
| Título | Detalles |
| ------ | --- |
| Polari | - Lanzamiento: 7 de febrero de 2025 - Discográfica: Polydor - Formatos: CD, LP, cassette, descarga digital, streaming |

### Álbumes recopilatorios
| Título  | Detalles                                                                                         |
| ------- | ------------------------------------------------------------------------------------------------ |
| Odyssey | - Lanzamiento: 3 de mayo de 2024 - Discográfica: Polydor - Formatos: Descarga digital, streaming |

### Sencillos
| Título                                                                      | Año  | Posiciones en Listas | Posiciones en Listas | Posiciones en Listas | Álbum  |
| Título                                                                      | Año  | UK                   | LTU                  | SWE Heat.            | Álbum  |
| --------------------------------------------------------------------------- | ---- | -------------------- | -------------------- | -------------------- | ------ |
| "Dizzy"                                                                     | 2024 | 42                   | 12                   | 1                    | Polari |
| "Cupid's Bow"                                                               | 2024 | —                    | group=upper-alpha}}  | —                    | Polari |
| "Archangel"                                                                 | 2024 | —                    | —                    | —                    | Polari |
| "When We Kiss"                                                              | 2025 | —                    | —                    | —                    | Polari |
| "—" denota que el sencillo no se lanzó o no se posicionó en ese territorio. |      |                      |                      |                      |        |

#### Sencillos Promocionales
| Título                         | Año  | Álbum     |
| ------------------------------ | ---- | --------- |
| "Kite" (con Benjamin Ingrosso) | 2024 | Sin álbum |
| "Desire" (con Jaxomy)          | 2024 | Sin álbum |
| "Polari"                       | 2024 | Polari    |

## Filmografía

### Películas
| Año  | Película                         | Papel           | Notas                    |
| ---- | -------------------------------- | --------------- | ------------------------ |
| 2008 | Summerhill                       | Ned             | Película para televisión |
| 2009 | Bright Star                      | Tom Keats       |                          |
| 2009 | Tormented                        | Jason Banks     |                          |
| 2009 | Enter the Void                   | Victor          |                          |
| 2009 | Dust                             | Elias           |                          |
| 2010 | The Fades                        | Él mismo        |                          |
| 2010 | Gulliver's Travels               | Príncipe August |                          |
| 2010 | The Dish & the Spoon             | Boy             |                          |
| 2012 | Grandes esperanzas               | Herbert Pocket  |                          |
| 2012 | Cheerful Weather for the Wedding | Tom             |                          |
| 2013 | Le Week-End                      | Michael         |                          |
| 2014 | God Help the Girl                | James           |                          |
| 2014 | The Riot Club                    | Toby Maitland   |                          |
| 2015 | Funny Bunny                      | Titty           |                          |

### Televisión
| Año  | Título         | Papel          | Notas                                  |
| ---- | -------------- | -------------- | -------------------------------------- |
| 2009 | Lewis          | Hayden Wishart | Episodio "Allegory of Love"            |
| 2013 | Skins          | Jakob          | Episodio "Pure" Parte 1 y 2            |
| 2014 | Penny Dreadful | Fenton         | Episodios "Resurrection" y "Demimonde" |
| 2021 | It's a Sin     | Ritchie Tozer  | Protagonista                           |

### Teatro
| Año  | Título          | Teatro               |
| ---- | --------------- | -------------------- |
| 2010 | The Aliens      | Bush Theatre         |
| 2012 | Mercury Fur     | Old Red Lion Theatre |
| 2013 | Peter and Alice | Noël Coward Theatre  |